# نظریه فطرت
نظریه فطرت یکی از نظریه‌های مهم در زمینه شناخت‌شناسی است. بر اساس آن انسان به صورت بالفطره و بدون نیاز به آموزش نسبت به بعضی از مفاهیم و موضوعات شناخت دارد که از جمله مهمترین آن‌ها می‌توان به زیبایی، حقیقت‌جویی و ...اشاره کرد. این‌گونه مفاهیم را که بر اساس نظریه فطرت بدون آموزش فهم می‌شوند اصطلاحاً فطریات می‌نامند. درباره ماهیت فطریات، توافق اندکی میان مدافعان و مخالفان آن وجود داشته‌است. دکارت، اندیشه‌ها و اصول بسیاری را فطری می‌داند و گاهی پیشنهاد می‌کند که به واقع تمام اندیشه‌های ما دست‌کم به نحو بالقوه فطری باشند.

## اهمیت
قبول یا نفی نظریه فطرت بسیاری از حوزه‌های علوم انسانی را تحت تأثیر قرار می‌دهد. از جمله هستی‌شناسی (ایده‌آلیسم در مقابل ماده‌گرایی، اعتقاد به وجود روح قبل از بدن...)؛ معرفت‌شناسی (عقل‌گرایی در مقابل تجربه‌گرایی)؛ اخلاق (قبول یا رد حسن و قبح عقلی افعال)، زبان‌شناسی (فطری بودن یادگیری زبان).
تاریخ فلسفه را می‌توان در نزاع میان عقل‌گرایان و تجربه‌گرایان خلاصه کرد، و اهمیت موضوع فطرت این است که بی‌تردید اثبات و رد این نظریه، رکن مهمی در دو مکتب عقل‌گرایی و تجربه‌گرایی است.

## نقد نظریه فطرت
لاک ذهن کودک را کاغذ سفیدی می‌داند که از طریق ابزار حواس می‌توان هرچه خواست بر آن حک کرد؛ البته به نظر او تعدادی از قوا مانند حافظه و تخیل ذاتی هستند؛ اما تصور ما از این قوا فطری نیست.